# Bob Wylie
Bob Wylie (West Warwick, 16 febbraio 1951) è un ex giocatore di football americano e allenatore di football americano statunitense.

## Carriera

### Giocatore
Ha giocato a livello collegiale per 3 anni come linebacker per i Colorado Buffaloes.

### Allenatore
Esordisce come allenatore nella NFL come allenatore nel 1990, allenando i tight end per i New York Jets. Nel 1992 passa ai Tampa Bay Buccaneers, dove rimane per 4 stagioni, nel ruolo di assistente allenatore della offensive line. Tra il 1997 e il 1998 torna a ricoprire il ruolo di allenatore dei tight end nei Cincinnati Bengals. Nel 1999 torna a ricoprire il ruolo di assistente allenatore della offensive line, svolgendo tale mansione per i Chicago Bears fino al 2003 e per gli Arizona Cardinals nel 2004.

Dopo una pausa di cinque stagioni, nel 2009 torna in panchina con i Denver Broncos, questa volta nel ruolo di allenatore principale della offensive line. Nella stagione successiva ricopre lo stesso ruolo negli Oakland Raiders, prima di ritirarsi definitivamente dallo sport.